# Aphrodita
Az Aphrodita a soksertéjűek (Polychaeta) osztályának Phyllodocida rendjébe, ezen belül az Aphroditidae családjába tartozó nem.

## Rendszerezés
A nembe az alábbi 2 alnem és 47 faj tartozik:
- Aphrodita (Amphitus)
  - Aphrodita audouini Castelnau, 1842
- Aphrodita (Cyanippe)
  - Aphrodita sericea Castelnau, 1842

Az alábbiak nincsenek alnemekbe foglalva:
- Aphrodita abyssalis Kirkegaard, 1996
- szivárványló sünféreg (Aphrodita aculeata) Linnaeus, 1758 - típusfaj
- Aphrodita acuminata Ehlers, 1887
- Aphrodita alta Kinberg, 1856
- Aphrodita annulata Pennant, 1777
- Aphrodita aphroditoides (McIntosh, 1885)
- Aphrodita armadillo Bosc, 1802
- Aphrodita armifera Moore, 1910
- Aphrodita australis Baird, 1865
- Aphrodita bisetosa Rozbaczylo & Canahuire, 2000
- Aphrodita brevitentaculata Essenberg, 1917
- Aphrodita californica Essenberg, 1917
- Aphrodita clavigera Freminville, 1812
- Aphrodita daiyumaruae Imajima, 2005
- Aphrodita defendens Chamberlin, 1919
- Aphrodita diplops Fauchald, 1977
- Aphrodita echidna Quatrefages, 1866
- Aphrodita elliptica
- Aphrodita falcifera Hartman, 1939
- Aphrodita goolmarris Hutchings & McRae, 1993
- Aphrodita hoptakero Otto in Audouin & Milne Edwards, 1832
- Aphrodita japonica Marenzeller, 1879
- Aphrodita longicornis Kinberg, 1855
- Aphrodita longipalpa Essenberg, 1917
- Aphrodita macroculata Imajima, 2001
- Aphrodita magellanica Malard, 1891
- Aphrodita maorica Benham, 1900
- Aphrodita mexicana Kudenov, 1975
- Aphrodita modesta Quatrefages, 1866
- Aphrodita negligens Moore, 1905
- Aphrodita nipponensis Imajima, 2003
- Aphrodita obtecta Ehlers, 1887
- Aphrodita paleacea Peters, 1864
- Aphrodita parva Moore, 1905
- Aphrodita perarmata Roule, 1898
- Aphrodita refulgida Moore, 1910
- Aphrodita rossi Knox & Cameron, 1998
- Aphrodita roulei Horst, 1917
- Aphrodita scolopendra Bruguiere, 1789
- Aphrodita sibogae (Horst, 1916)
- Aphrodita sondaica Grube, 1875
- Aphrodita sonorae Kudenov, 1975
- Aphrodita talpa Quatrefages, 1866
- Aphrodita tosaensis Imajima, 2001
- Aphrodita watasei Izuka, 1912